# Alfred Kollmann
Alfred Kollmann (* 20. April 1947 in Framrach, Gemeinde Sankt Andrä in Kärnten) ist ein ehemaliger österreichischer Politiker (SPÖ) und Geschäftsführer. Kollmann war zwischen 1990 und 1994 Abgeordneter zum Österreichischen Nationalrat sowie von 1994 bis 2004 Abgeordneter zum Kärntner Landtag.
Kollmann erlernte nach dem Besuch der Pflichtschule den Beruf des Betriebsschlossers und war in der Folge in seinem erlernten Beruf sowie als Verwaltungsdirektor und ab 1990 als Geschäftsführer der Arbeitsvereinigung der Sozialhilfeverbände Kärntens tätig. Zudem war Kollmann von 1976 bis 1979 Vorsitzender-Stellvertreter des Vorstandes des Sozialhilfeverbandes in Wolfsberg und von 1979 bis 1980 Vorsitzender des Vorstandes des Sozialhilfeverbandes Wolfsberg. Zwischen 1973 und 1979 vertrat Kollmann die SPÖ im Gemeinderat von St. Andrä, zwischen 1979 und 1991 hatte er dort das Amt des Stadtrates inne. Kollmann war vom 5. November 1990 bis zum 19. April 1994 Abgeordneter zum Nationalrat, danach vertrat er die SPÖ zwischen 1994 und 2004 im Kärntner Landtag. Kollmann ging mit 1. Mai 2007 als Geschäftsführer der Arbeitsvereinigung der Sozialhilfeverbände Kärntens in Pension. Kollmann ist Ehrenpräsident des Kärntner Fußballverbandes.